# Bobby Lennox
Bobby Lennox, MBE (Saltcoats, 1943. augusztus 30. –) válogatott skót labdarúgó, csatár.

## Pályafutása

### Klubcsapatban
1961 és 1981 között a Celtic labdarúgója volt. 1978-ban egy rövid ideig az amerikai Houston Hurricane csapatában szerepelt. A Celtic csapatával 11 skót bajnoki címet és kilenc kupagyőzelmet ért el. Tagja volt az 1966–67-es BEK-győztes és az 1969–70-es idényben BEK-döntős együttesnek.

### A válogatottban
1966 és 1970 között tíz alkalommal szerepelt a skót válogatottban és három gólt szerzett.

## Sikerei, díjai
Celtic
- Skót bajnokság
  - bajnok (11): 1965–66, 1966–67, 1967–68, 1968–69, 1969–70, 1970–71, 1971–72, 1972–73, 1973–74, 1976–77, 1978–79
  - gólkirály: 1967–68 (32 gól)
- Skót kupa
  - győztes (9): 1965, 1967, 1969, 1971, 1972, 1974, 1975, 1977, 1980
- Skót ligakupa
  - győztes (6): 1965–66, 1966–67, 1967–68, 1968–69, 1969–70, 1974–75
- Bajnokcsapatok Európa-kupája (BEK)
  - győztes: 1966–67
  - döntős: 1969–70
- Interkontinentális kupa
  - döntős: 1967